# Hylotelephium spectabile
Hylotelephium spectabile là một loài thực vật có hoa trong họ Crassulaceae. Loài này được (Boreau) H. Ohba miêu tả khoa học đầu tiên năm 1977.